# Mateo Iturralde (Panamá)
Mateo Iturralde es un corregimiento del distrito de San Miguelito en la provincia de Panamá, República de Panamá. La localidad tiene 11.496 habitantes (2010). Su cabecera es Paraíso.